# Prix Taiko-Hirabayashi
Le prix Taiko Hirabayashi de littérature (平林たい子文学賞, Hirabayashi Taiko Bungakushō) est attribué de 1973 à 1997.
Le prix tient son nom de l'écrivaine Taiko Hirabayashi et selon ses dernières volontés est créé un an après sa mort en 1973. Le prix est décerné chaque année pour récompenser les travaux de personnes qui ont consacré leur vie à la littérature. En règle générale, le prix est réparti en deux catégories : Littérature et critique. 
À partir de 1989, le prix est décerné par l'éditeur Kōdansha et se poursuit jusqu'à sa suppression en 1997.

## Lauréats
- 1973
  - Catégorie littérature
    - Haruto Kō pour Kono yo ni manekaretekita kyaku (この世に招かれてきた客)

  - Catégorie critique
    - Hiroko Takenishi pour Shikishi-naishinnō, Eifuku-mon’in (式子内親王・永福門院)
    - Yamamuro Shizuka für Yamamuro Shizuka-cho sakushū (山室静著作集)
- 1974
  - Catégorie littérature
    - Shizuo Fujieda pour Aikokushatachi (愛国者たち)
    - Keizō Hino pour Shigan no ie (此岸の家)

  - Catégorie critique
    - Shinkichi Itō pour Yūtopia kikō (ユートピア紀行)
- 1975
  - Catégorie littérature
    - non décerné

  - Catégorie critique
    - Kei Wakasugi pour Nagatsuga Takashi sobyō (長塚節素描)
    - Takeo Oda pour Ita Tatsufu-den (郁達夫伝)
- 1976
  - Catégorie littérature
    - Toshimasa Shimamura pour Aoi numa (青い沼)

  - Catégorie critique
    - Takeshi Muramatsu pour Shi no Nihon bungakushi (死の日本文学史)
- 1977
  - Catégorie littérature
    - Kiyoshi Naoi pour Ichiru no kawa (一縷の川)
    - Meisei Gotō pour Yume katari (夢かたり)

  - Catégorie critique
    - non décerné
- 1978
  - Kanya Miyauchi pour Shichiri ga hama (七里ヶ浜)
  - Tsuyako Hashimoto pour Chōsen asagao (朝鮮あさがお)
- 1979
  - Kōji Nakano pour  (麦熟るる日に)
  - Ueda Miyoji pour Utsushimi kono nai naru shizen (うつしみ－この内なる自然) et 桶谷英昭 pour Dosutoefusuki (ドストエフスキイ)
- 1980
  - Kōji Aoyama pour Tatakai no kōzu (闘いの構図)
- 1981
  - Michiko Ikeda pour Muenbotoke (無縁仏)
- 1982
  - Kunie Iwahashi pour Asai nemuri (浅い眠り)
  - Shūichi Hasshō pour Seimei tsukiru hi (生命盡きる日)
  - Tamotsu Watanabe pour Chūshingura mō hitotsu no rekishi kankaku (忠臣蔵―もう一つの歴史感覚)
- 1983
  - Gyō Shibukawa pour Shukko (出港)
  - Kimi Kaneko pour Tōkyō no robinson (東京のロビンソン)
- 1984
  - Ryōko Umehara pour Shikokusan (四国山)
  - Seiji Tsutsumi pour Itsumoto onaji haru (いつもと同じ春)
  - Takeo Okuno pour Ma no kōzō (間の構造)
  - Yoshiakira Shinjō pour Tenkoku to jigoku no kekkon jiddo to madorēnu (天国と地獄の結婚―ジッドとマドレーヌ)
- 1985
  - Hisahide Sugimori pour Noto (能登)
  - Kaoru Fukui pour Fūju (風樹)
  - Takahashi Hideo pour Idai naru kurayami (偉大なる暗闇)
- 1986
  - 笹本定 pour Ami (網)
  - Taku Mita pour Gyosha no aki (馭者の秋)
- 1987
  - Fusako Toda pour Shijin no tsuma Ikuta Hanayo (詩人の妻　生田花世)
  - Jōji Mori pour Bungaku kigō no kūkan (文学記号の空間)
- 1988
  - Shintarō Ishihara pour Seikan (生還)
  - Masako Amemiya pour Saitō shiron (斎藤史論)
- 1989
  - Yūko Tsushima pour Mahiru e (真昼へ)
  - Eimi Yamada pour Fūsō no kyōshitsu (風葬の教室)
- 1990 
  - Tadashi Sakauchi pour Kafuka no Amerika (shissomono) (カフカの「アメリカ（失踪者）」)
- 1991 
  - Haruhiko Yoshimeki pour Hokoritakaki hitobito (誇り高き人々)
- 1992
  - Keiko Iwasaka pour Gakka Narashige Koide no shōzō (画家小出楢重の肖像)
  - Murata Kiyoko pour Mayonaka no jitensha (真夜中の自転車)
- 1993
  - Tatsuhiro Ōshiro pour Hi no hate kara (日の果てから)
- 1994
  - Naoyuki Ii pour Shinka no tokei (進化の時計)
  - Satoru Higuchi pour 1946 no Shōhei Ōoka (一九四六年の大岡昇平)
  - Tokio Iguchi pour Akubun no shoshi (悪文の初志)
- 1995
  - Mayumi Inaba pour Koe no shōfu (声の娼婦)
  - Minato Kawamura pour Nanyō karafuku Nihon bungaku (南洋・樺太の日本文学)
- 1996
  - Kazuya Fukuda pour Kambi na jinsei (甘美な人生)
  - Ryū Murakami pour Murakami Ryū eiga shōsetsu-shū (村上龍映画小説集)
- 1997
  - Masaaki Kawanichi pour Waga no maboroshi no kuni (わが幻の国)
  - Chōkitsu Kurumatani pour Hyōryūbutsu (漂流物)
  - Kazuji Hosaka pour Kisetsu no kioku (季節の記憶)
  - Masao Takahashi[1] pour Koma no kaiten kindai yomigaeru shōsetsu (独楽の回転　甦る近代小説)